# 布兰登·道森
布兰登·道森（英語：Branden Dawson，1993年2月1日—）為前美国男子篮球运动员，主打前鋒位置。他在2015年NBA選秀中於第2輪第56順位被新奥尔良鹈鹕選中。

## 職業生涯
2015年6月25日，道森在2015年NBA选秀中于第二轮56顺位被新奥尔良鹈鹕选中，随即被交易至洛杉矶快船。
2017年8月12日，B1聯賽澀谷陽光搖滾宣布與道森完成簽約。道森代表澀谷陽光搖滾出賽10場，場均6.6分、2.9籃板。2018年2月23日，澀谷陽光搖滾宣布因道森有強烈重返NBA的意願，經雙方合意中止合約。
2019年8月底據媒體報導菲律賓籃球協會阿拉斯卡王牌引進道森取代迈克·哈里斯，然而道森的身高超過賽事的身高上限四分之一英吋，無緣代表球隊參加總督盃。
2020年11月道森加盟超級籃球聯賽高雄九太科技，中文登錄名為「布蘭登」。
2021年2月7日，道森被高雄九太科技釋出，留下19.4分、14.9籃板、2.7助攻、2阻攻、2.2抄截的成績。高雄九太科技總教練劉嘉發表示道森的膝蓋傷勢無法有效連續出賽，耐戰性為考量主因。2月15日，道森轉戰P. LEAGUE+新竹街口攻城獅，球隊取中文名為「大勝」。總計出賽7場，場均21.1分、11.4籃板、4.1助攻、1.2火鍋與2抄截。6月19日，攻城獅宣布新賽季道森回歸球隊。
2022年3月1日，新竹街口攻城獅宣布道森因家庭因素離隊。11月2日，道森加盟T1聯盟台灣啤酒英熊，中文登錄名為「大勝」。2023年4月4日，道森向台灣啤酒英熊提出離隊申請，總計出賽21場留下場均19分、11.9籃板、3.1助攻及2.9抄截的表現。4月21日，首都斯巴達宣布道森加盟事宜。
2024年7月24日，聖法蘭西斯科印第安人宣布延攬道森。

## 生涯數據

### NBA

#### 例行賽
| 賽季     | 球隊       | GP | GS | MPG | FG%  | 3P%  | FT%   | RPG | APG | SPG | BPG | PPG |
| -------- | ---------- | -- | -- | --- | ---- | ---- | ----- | --- | --- | --- | --- | --- |
| 2015–16  | 洛杉磯快艇 | 6  | 0  | 4.8 | .400 | .000 | 1.000 | .7  | .0  | .0  | .2  | .8  |
| 生涯總計 | 生涯總計   | 6  | 0  | 4.8 | .400 | .000 | 1.000 | .7  | .0  | .0  | .2  | .8  |

### SBL

#### 例行賽
| 賽季    | 球隊         | GP | MPG   | 2P%  | 3P%  | FT%  | RPG  | APG | SPG | BPG | PPG  |
| ------- | ------------ | -- | ----- | ---- | ---- | ---- | ---- | --- | --- | --- | ---- |
| 2020–21 | 高雄九太科技 | 20 | 34:09 | 51.0 | 28.3 | 52.1 | 14.9 | 2.7 | 2.2 | 2.0 | 19.4 |

### P. LEAGUE+

#### 例行賽
| 賽季    | 球隊           | GP | MPG   | 2P%   | 3P%   | FT%   | RPG   | APG  | SPG | BPG  | PPG   |
| ------- | -------------- | -- | ----- | ----- | ----- | ----- | ----- | ---- | --- | ---- | ----- |
| 2020–21 | 新竹街口攻城獅 | 7  | 33:49 | 55.36 | 23.53 | 54.55 | 11.43 | 4.14 | 2   | 1.29 | 21.14 |

## 外部連結
- 布兰登·道森的Instagram帳戶
- 布兰登·道森的X（前Twitter）
- 布兰登·道森在fiba.basketball（英语）
- 布兰登·道森在NBA官網（英语）
- 布兰登·道森在NBA G聯盟官網（英语）
- 布兰登·道森在B.LEAGUE官網（日语）
- 布兰登·道森在P. LEAGUE+官網
- 布兰登·道森在Basketball-Reference.com（NBA）（英语）
- 布兰登·道森在Basketball-Reference.com（NBA G聯盟）（英语）
- 布兰登·道森在Sports-Reference.com（NCAA）（英语）
- 布兰登·道森在ESPN（NBA）（英语）
- 布兰登·道森在Eurobasket.com（球員）（英语）
- 布兰登·道森在Eurobasket.com（球員）（英语）
- 布兰登·道森在Proballers（英语）
- 布兰登·道森在RealGM（英语）
- 布兰登·道森在Flashscore（英语）